# 諾薩拉區

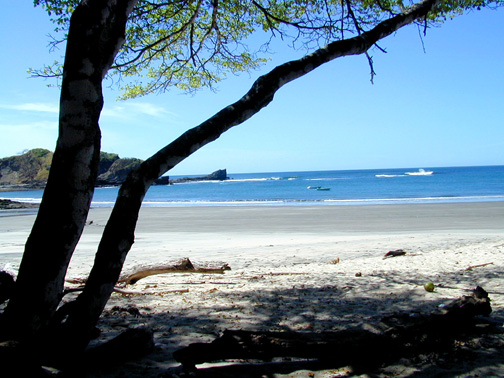

諾薩拉區（西班牙語：Nosara），是哥斯達黎加的一個區，位於該國西北部瓜納卡斯特省，面積134.92平方公里，海拔高度4米，2011年人口4,912，人口密度每平方公里36.41人。2013年6月人口統計為5791人。